# Camponotus punctatissimus
Camponotus punctatissimus är en myrart som beskrevs av Auguste-Henri Forel 1907. Camponotus punctatissimus ingår i släktet hästmyror, och familjen myror. Inga underarter finns listade.